# Ahmed Mohamed ag Hamani
Pour les articles homonymes, voir Hamani.
Ahmed Mohamed ag Hamani est un homme d'État malien, d'origine Touareg, né en 1942. Il est Premier ministre du Mali sous la présidence d’Amadou Toumani Touré du 9 juin 2002 jusqu’au 28 avril 2004, date de la démission de son gouvernement. 

## Biographie
Ahmed Mohamed ag Hamani est ingénieur statisticien de formation. 
Il commence sa carrière politique sous le régime de Moussa Traoré. Le 7 janvier 1978, il est nommé ministre de tutelle des Sociétés et Entreprises d'État. Le 28 juin 1979, il devient ministre de l'Information et des Télécommunications. Puis, il est nommé successivement ministre du Plan le 2 août 1980,  ministre des Sports, des Arts et de la Culture le 31 décembre 1984, ministre des Transports et des Travaux publics le 6 juin 1986, poste qu’il occupe jusqu’au 20 janvier 1987.
Il devient ensuite Haut-commissaire de l'Organisation de mise en valeur du fleuve Sénégal (OMVS) avant d’entamer dans les années 1990 une carrière de diplomate. Il est ambassadeur du Mali successivement auprès du Maroc,  de la Belgique, du Grand Duché du Luxembourg et de l'Union européenne
Le 9 juin 2002, le président Amadou Toumani Touré le nomme Premier ministre. Il est reconduit à ce poste le 12 octobre 2002 et forme un nouveau gouvernement.
Le 28 avril 2004, à la demande du président de la république Amadou Toumani Touré qui souhaite nommer un nouveau gouvernement, Ahmed Mohamed ag Hamani présente la démission de son gouvernement.
Ahmed Mohamed Ag Hamani a créé en 2009 une association dénommé Association pour la revalorisation de l'expertise nationale (Arena). Regroupant des cadres de haut niveau de la fonction publique à la retraite, elle souhaite mettre son expertise au service de l'administration publique, du secteur privé et de tout autre partenaire. Mamadou Kaba, ancien ambassadeur, Mamadou Dembélé, ancien ministre de l'Education nationale et Djibril Diallo, ancien ministre des Transports, sont membres de l’Arena.